# Trichogramma tielingense
Trichogramma tielingense is een vliesvleugelig insect uit de familie Trichogrammatidae. De wetenschappelijke naam is voor het eerst geldig gepubliceerd in 1982 door Zhang & Wang.